# Технический проект
Технический проект — стадия разработки конструкторской документации на изделие или стадия создания автоматизированной системы.
В более узком смысле под техническим проектом понимается совокупность технических документов, которые содержат окончательные проектные решения по изделию (системе). 
Разработку технического проекта на материальные изделия осуществляют в соответствии с Единой системой конструкторской документации (ЕСКД), на автоматизированные системы — в соответствии с Комплексом стандартов на автоматизированные системы (ГОСТ 34 серии).

## Технический проект на изделие (ЕСКД)
Этапы выполнения работ по разработке изделия на стадии «Технический проект» (по ГОСТ 2.103-2013):
1. Разработка технического проекта с присвоением документам литеры «Т».
2. Изготовление и испытание макетов (при необходимости).
3. Рассмотрение и утверждение технического проекта.

Требования к выполнению технического проекта устанавливает ГОСТ 2.120-73. 

Номенклатуру конструкторских документов технического проекта устанавливает ГОСТ 2.102-2013 (табл. 3).

## Технический проект на автоматизированную систему (ГОСТ34)
Работы по созданию (развитию) автоматизированной системы, выполняемые на стадии «Технический проект», регламентируются документом ГОСТ 34.601-90 и в общем случае содержат следующие этапы:
1. Разработка проектных решений по системе и её частям.
2. Разработка проектной документации на автоматизированную систему и её части.
3. Разработка и оформление документации на поставку изделий для комплектования автоматизированной системы и (или) технических требований (технических заданий) на их разработку.
4. Разработка заданий на проектирование в смежных частях проекта объекта автоматизации.

Перечень документов, создаваемых на стадии «Технический проект», определяется документом ГОСТ 34.201-89. 
 Требования к содержанию документов технического проекта приведены в руководящем документе по стандартизации РД 50-34.698-90.